# Tewitfield
Tewitfield – wieś w Anglii, w hrabstwie Lancashire, w dystrykcie Lancaster. Leży 84 km na północny zachód od miasta Manchester i 343 km na północny zachód od Londynu.